# Cobra Matata
Cobra Matata (também conhecido como Banaloki Matata, Justin Banaloki, Justin Wanaloki, Justin Matata Wanaloki, e Matata Wanaloki) é um ex-líder da Frente de Resistência Patriótica em Ituri (FRPI) e da Frente Popular pela Justiça no Congo (FPJC), milícias ativas no conflito de Ituri, no nordeste da República Democrática do Congo. Anteriormente, foi membro das Forças Armadas da República Democrática do Congo (FARDC), tendo-se integrado em 2007 antes de desertar para reconstituir um grupo rebelde em 2010. Em Novembro de 2006, Matata concordou em desarmar-se em troca de anistia. Nas FARDC, Matata alcançou o posto de coronel ou general. O Tribunal Penal Internacional classificou Matata como Ngiti.
Matata foi acusado de liderar o massacre no Hospital Nyakunde em 2002, que resultou na morte de pelo menos 1.200 civis, e no subsequente massacre de Bogoro. Matata sucedeu a Germain Katanga como líder da FRPI depois de Katanga ter sido integrado nas FARDC em 2004. Matata rendeu-se ao governo congolês em 21 de novembro de 2014 e foi preso em 2 de janeiro de 2015, em Bunia, cidade de Ituri, por crimes contra a humanidade, crimes de guerra e uso de crianças-soldados. Matata também foi acusado de formar um grupo rebelde, deserção e tentativa de escapar da detenção. Antes de sua rendição, Matata comandou cerca de 1.000 combatentes em Ituri. As FARDC alegaram falsamente em 2011 que tinham matado Matata.